# Ryūichi Tamura
Ryūichi Tamura (田村隆一, Tamura Ryūichi), 18 mars 1923 — 26 août 1998 est un poète japonais, essayiste, écrivain de récits autobiographiques "au fil du pinceau", traducteur de poésie et de romans en langue anglaise actif durant l'ère Shōwa.

## Biographie
Tamura naît dans ce qui est aujourd'hui le quartier Sugamo (巣鴨) de Toshima-ku au nord de Tokyo. Après l'obtention du diplôme de la troisième école commerciale  métropolitaine, il est embauché par la société Tokyo Gas mais quitte son emploi après une seule journée. Il poursuit ses études et est diplômé du département de littérature de l'Université Meiji où il rencontre un groupe de jeunes poètes qui s'intéressent au modernisme. Il est enrôlé dans la marine impériale japonaise en 1943, et bien qu'il n'ait pas vu le combat, le fait que beaucoup de ses amis sont morts dans la guerre le marque psychologiquement.
En 1947, après la Seconde Guerre mondiale, il ressuscite la revue littéraire Arechi (« La Terre vaine »), avec ses camarades de classe survivants et devient une figure importante la poésie japonaise moderne de l'après-guerre. Il se met également à traduire des romans de langue anglaise, à commencer par les livres d'Agatha Christie.
Sa première anthologie poétique, Yosen no hi no yoru (« Quatre mille jours et nuits », 1956), introduit dans la poésie japonaise moderne un ton dur, en utilisant paradoxes, métaphores et imagerie acérée pour décrire le sentiment de dislocation et de crise vécu par les personnes qui ont souffert de la modernisation rapide du Japon et des destructions de la Seconde Guerre mondiale. Avec la publication de Kotoba no nai sekai (« Le Monde sans mots », 1962), il s'établit comme un poète majeur. Il passe cinq mois à l'université de l'Iowa dans le cadre du programme international d'écriture en 1967-68 en tant que poète invité. Plus tard, il visite l'Angleterre, l'Écosse et l'Inde. Ces voyages lui fournissent matière à vingt-huit autres recueils de poésie. Il reçoit le prestigieux prix Yomiuri en 1984.
Tamura est lauréat du 54e prix de l'Académie japonaise des arts pour la poésie en 1998. Il meurt d'un cancer de l'œsophage plus tard cette même année. Sa tombe se trouve au Myōhon-ji à Kamakura.

## Traductions françaises
- Le Monde sans les mots, trad. Karine Marcelle Arneodo, La Barque (2020).

## Traductions anglaises
- World Without Words. Trans. Takako Uchino Lento. The Ceres Press (1971).
- Dead Languages: Selected Poems 1946-1984. Trans. Christopher Drake. Katdid Books (1984).
- Poetry of Ryuichi Tamura. Trans. Samuel Grolmes & Yukiko Tsumura. CCC Books (1998).
- Tamura Ryuichi Poems, 1946 - 1998, Trans. Samuel Grolmes & Yukiko Tsumura. CCC Books (2000)

### Publications au Japon
- Four Thousand Days and Nights (1956)
- The World Without Words (1962)
- Poetry of Ryuichi Tamura (1966)
- A Green Thought (1967)
- New Year’s Letter (1973)
- Dead Language (1976)
- Misunderstanding (1978)
- Water Hemisphere (1980)
- A Little Bird Laughed (1981)
- The Water Mills of Scotland (1982)
- Five Minutes to Go (1982)
- A Cheerful End of the Century (1983)
- The Joy of A Slave (1984)
- A Wine Red Summer Solstice (1985)
- A Poison Cup (1986)
- The Joy of Living (1988)
- From the New World (1990)
- My Sailing Journal (1991)
- Hummingbird (1992)
- The Ashen Colored Notebook (1993)
- Foxglove (1995)
- 1999 (1998)
- The Traveler Returned (1998)

## Source de la traduction
- (en) Cet article est partiellement ou en totalité issu de l’article de Wikipédia en anglais intitulé « Ryūichi Tamura » (voir la liste des auteurs).